# Avon Products
Ејвон продактс инц. познат као Ејвон је амерички међународни произвођач и компанија за директну продају производа у области лепоте, домаћинства и личне неге. Авон је имао годишњи промет од 10 милијарди америчких долара 2013. године.
То је пета по величини козметичка компанија и друга по величини компанија директне продаје у свету, са 6,4 милиона представника. Директор компаније је Шерилин С. Мекој, који је био именован на ту позицију у априлу 2012. бивши директор, Андреа Јунг, постао је извршни председник одбора. Недавно, Ејвон се борио са падом глобалне продаје равних 5 година и пада прихода Северне Америке од 18% у 2014.
2016. године Ејвон је завршио са продајом остатка свог америчког бизниса што значи да све своје операције су сада изван Сједињених Америчких Држава. Као део трогодишњег плана, Ејвон ће преместити своје седиште у Велику Британију.

## Историја
Давид Х. Меконел се први борио као продавац књига од врата до врата по кућама Њујорка. У септембру 1886, је одлучио да продаје парфеме, а не књиге и он је тада почео бизнис у малој канцеларији у Менхетну, у Њујорку. 1892. Меконел је променио име компаније када је његов пословни партнер, који је живео у Калифорнији, предложио да се компанија назове Калифорнија перфјум компани, због великог обиља цветова у Калифорнији.
Године 1894. Александар Д. Хендерсон, потпредседник и благајник, придружио се компанији и помогао да обликује своју политику и помогао је у њеном развоју. Дана 16. јуна 1909. Меконел и Хендерсон потписали су споразум о корпорацији за Калифорнија перфјум компанију у држави Њуџерси. Дана 28. јануара 1916. године, Калифорнија перфјум предузеће је основано у држави Њујорк. Меконел, Хендерсон, и Вилијам Шил су наведени као званичници компаније.

## Међународна експанзија
Ејвон продаје производе у више од 100 земаља. Бразил је највеће тржиште компаније, које превазилази Сједињене Државе. У 2010. години. Ејвон ступа на кинеско тржиште, а 1990. директна продаја је забрањена у Кини 1998. године, што је приморало Ејвон да продаје само кроз физичке продавнице под називом Бјути бутици. Забрана је укинута 2001. године, а компанија је добила дозволу за директну продају у 2006. 88% Авон прихода у 2013. (око 10 милијарди америчких долара) је остварен са прекоокеанским тржишта.

## Спајање и аквизација
У 2010. години Ејвон купује Силпаду, директног продавца сребрног накита за 650 милиона америчких долара. У мају 2012. године, парфем компанија Коти инц понудио је 24.75 америчких долара удео за Ејвон, која је скоро 20 одсто изнад Ејвонових цена акција у то време. У марту, 2016. Керберус капитал менаџемент уплатио је 435 милиона долара у готовини преференцијалних деоница у Ејвон производе. Овај потез је био закључак договора покренут у децембру 2015. године, када је Ејвон продао 80,1% предузећа из Северне Америке Керберу за 170 милиона долара. Укупна вредност посла је 605 милиона долара. Улагање у Кербер је резултирало удео од готово 17 одсто у Ејвон производима.

## Пословни модел
Ејвон користи продају од врата до врата ("Ејвон даме", пре свега, као и неки мушкарци) и брошуре за рекламирање својих производа. Ејвон има центре за обуку за потенцијалне представнике. Неки Ејвон центри за обуку имају мали продајни део са производима за негу коже, као што су креме, серуми, шминка и купке. Ејвон користи мулти-левел маркетинг за регрутовање представника продаје, који продају козметичке производе, накит, прибор и одећу. Сваки представник Ејвона сматра се независним заступником. Неки од брендова који се користе од стране компаније су Ејвон, Ејвон Натуралс, Скин со софт.
Према америчкој влади Ејвон има 5 до 6 милиона продајних представника који раде у преко 100 земаља, а од 2014. године Авон и његове филијале имају од 40.000 до 50.000 запослених, од којих 6.000 су у Сједињеним Америчким Државама.
Ејвон је био један од првих чланова америчке асоцијације за директну продају, која је основана 1910. године. Ејвон је напустио удружење 2014. године, рекавши да трговинска група није обраћала довољно пажње на индустрију у целини.

## Ејвон фондација
Корпорација Ејвон је укључена у филантропске сврхе. Фондација додељује стипендије за представнике Ејвона и члановима породице. Ејвон је основао Ејвон Фондацију за жене. Осим тога, компанија се бори против насиља у породици тј. програмом који има за циљ да смањи насиље у породици. До 2012. године, Ејвон је у више од 50 земаља донирао више од 910 милиона долара.